# Flisviken
Flisviken este o arie protejată (arie specială de conservare — SAC, sit de importanță comunitară — SCI, arie de protecție specială avifaunistică — SPA) din Suedia întinsă pe o suprafață de 198,9 ha, integral pe uscat.

## Localizare
Centrul sitului Flisviken este situat la coordonatele 56°54′44″N 18°10′07″E / 56.9121°N 18.1687°E.

## Înființare
Situl Flisviken a fost declarat sit de importanță comunitară în aprilie 2004 pentru a proteja 6 specii de animale. Alte tipuri de protecție:
- arie de protecție specială avifaunistică (în aprilie 2004)[2]
- arie specială de conservare (în martie 2011)[1][3][4]

## Biodiversitate
Situată în ecoregiunile boreală și marină baltică, aria protejată conține 8 habitate naturale: Taiga vestică, Pajiști cu Molinia pe soluri calcaroase, turboase sau argilos-nămoloase (Molinion caeruleae), Pășuni de coastă din Baltica boreală, Vegetație perenă pe țărmurile stâncoase, Litoraluri nisipoase din Baltica boreală cu vegetație perenă, Pajiști uscate seminaturale și facies de acoperire cu tufișuri pe substraturi calcaroase (Festuco-Brometalia) (* situri importante pentru orhidee), Mlaștini alcaline, Alvar nordic și șisturi calcaroase precambriene.
La baza desemnării sitului se află mai multe specii protejate de  păsări (6): Branta leucopsis, ploier auriu (Pluvialis apricaria), ciocântors (Recurvirostra avosetta), chiră mică (Sterna albifrons), chiră de baltă (Sterna hirundo), Sterna paradisaea.